# Tibor Kneif

Tibor Kneif (2010)

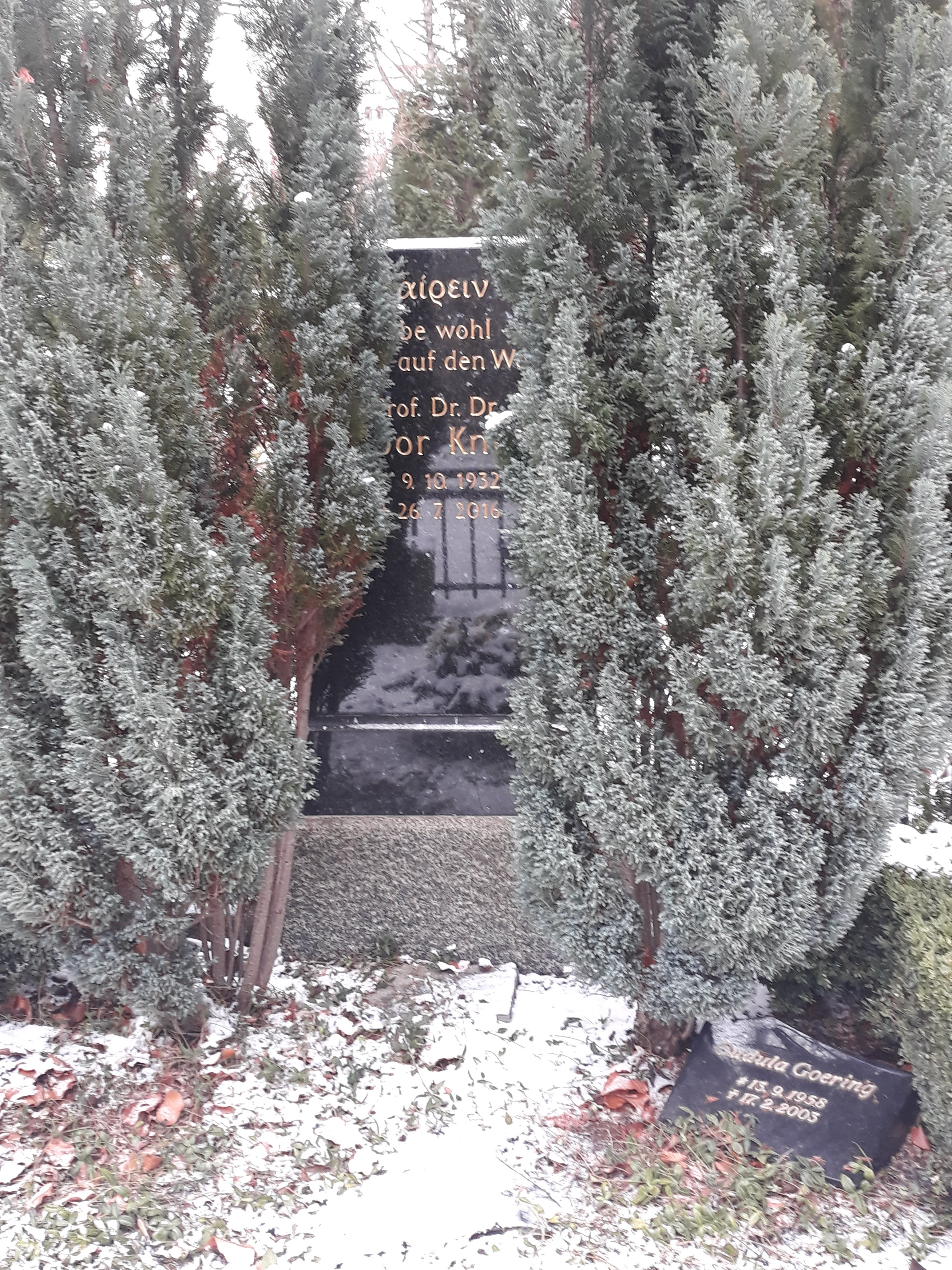
Das Grab von Tibor Kneif auf dem Friedhof Grunewald in Berlin.

Tiburtius „Tibor“ Kneif (* 9. Oktober 1932 in Bratislava; † 26. Juli 2016 in Berlin) war ein deutsch-ungarischer Jurist und Musikwissenschaftler.

## Leben
Kneif, der nach dem Studium der Rechtswissenschaft 1955 an der juristischen Fakultät in Budapest promoviert wurde, setzte nach seiner Emigration in die Bundesrepublik Deutschland 1956 seine Studien an der juristischen Fakultät von Göttingen fort, wandte sich jedoch ab 1959 den Fächern Musikwissenschaft, Philosophie und Romanistik zu und wurde 1963 erneut promoviert, diesmal mit dem musikwissenschaftlichen Thema Zur Entstehung der musikalischen Mediävistik bei Heinrich Husmann. Mit einem Stipendium der Deutschen Forschungsgemeinschaft (DFG) war er von 1965 bis 1967 Mitarbeiter am Frankfurter Institut für Sozialforschung bei Theodor W. Adorno. 1971 ließ er sich kumulativ an der Freien Universität Berlin im Fach Musikwissenschaft bei Rudolf Stephan habilitieren und wurde hier 1973 zum Professor ernannt (1997: Universitätsprofessor a. D.). Neben seinem akademischen Beruf betätigte er sich auch als Musikkritiker, so bei der Göttinger Presse zwischen 1959 und 1963 sowie in den Jahren von 1976 bis 1984 beim Berliner Tagesspiegel.

## Schwerpunkte
Zu seinen Forschungsgebieten zählten neben der musikalischen Mediävistik vor allem die Musikästhetik sowie die Musik des 19. und 20. Jahrhunderts. Musikwissenschaftliche Pionierarbeit leistete er vor allem in den Bereichen Musiksoziologie, Rockmusik und Jazz.

## Schriften
Ein umfangreiches, von Thomas Gerlich zusammengetragenes, Verzeichnis der Schriften von Tibor Kneif findet sich in dem Band Semantische Inseln – Musikalisches Festland. Für Tibor Kneif zum 65. Geburtstag, hrsg. v. Hanns-Werner Heister, Hans-Joachim Hinrichsen, Arne Langer, Susanne Oschmann, von Bockel Verlag 1997.

### Rechtswissenschaft
- Studien zur Rechtsstellung von staatseigenen Betrieben. Unveröffentlichte Dissertation in ungarischer Sprache, Budapest 1955
- Die Entwicklung des Verfassungsrechts in Ungarn seit 1945. In: Jahrbuch des öffentlichen Rechts. Neue Folge 8, 1959

### Geschichte, Soziologie und Ästhetik der Musik
- Die geschichtlichen und sozialen Voraussetzungen des musikalischen Kitsches. In: Deutsche Vierteljahresschrift für Literaturwissenschaft und Geistesgeschichte. 37, 1963
- Die Erforschung mittelalterlicher Musik in der Romantik und ihr geistesgeschichtlicher Hintergrund. In: Acta Musicologica. 36, 1964
- Ernst Bloch und der musikalische Expressionismus. In: Ernst Bloch zu Ehren. Beiträge zu seinem Werk. hrsg. v. Siegfried Unseld, Frankfurt/M. 1965
- Gegenwartsfragen der Musiksoziologie. Ein Forschungsbericht. In: Acta Musicologica 38, 1966
- Der Gegenstand musiksoziologischer Erkenntnis. In: Archiv für Musikwissenschaft. 23, 1966
- Das triviale Bewusstsein in der Musik. In: Studien zur Trivialmusik des 19. Jahrhunderts. hrsg. v. Carl Dahlhaus, Regensburg 1967
- Zur Deutung der Rheintöchter in Wagners „Ring“. In: Archiv für Musikwissenschaft 26, 1969
- Die Idee des Organischen bei Richard Wagner. In: Das Drama Richard Wagners als musikalisches Kunstwerk. hrsg. v. Carl Dahlhaus, Regensburg 1970
- Ideen zu einer dualistischen Musikästhetik. In: International Review of the Aesthetics and Sociology of Music. 1, 1970
- Die Idee der Natur in der Musikgeschichte. In: Archiv für Musikwissenschaft. 28, 1971; auch in: Language And Style. III 1970 (Southern Illinois University)
- Musikästhetik. In: Einführung in die systematische Musikwissenschaft. hrsg. v. Carl Dahlhaus, Köln 1971
- Musiksoziologie. ebenda
- Bedeutung, Struktur, Gegenfigur. Zur Theorie des musikalischen „Meinens“. In: International Review of the Aesthetics and Sociology of Music. 2, 1971
- Musiksoziologie. Köln 1971, 2. Aufl. 1975; italienisch als Sociologia della musica. Una introduzione. Fiesole 1981
- Die Bühnenwerke von Leoš Janáček. Wien 1974
- Typen der Entsprachlichung in der neuen Musik. In: Über Musik und Sprache. hrsg. v. Rudolf Stephan, Mainz 1974
- Anleitung zum Nichtverstehen eines Klangobjekts. In: Musik und Verstehen. Aufsätze zur semiotischen Theorie, Ästhetik und Soziologie der musikalischen Rezeption. Köln 1974
- Texte zur Musiksoziologie. hrsg. v. Tibor Kneif. Mit einem Vorwort von Carl Dahlhaus, Köln 1975
- Richard Wagner: Die Kunst und die Revolution; Das Judentum in der Musik; Was ist deutsch? Herausgegeben und kommentiert von Tibor Kneif, München 1975
- Camille Durutte (1803–1881). Ein Beitrag zur französischen Musiktheorie des 19. Jahrhunderts. In: Archiv für Musikwissenschaft. 32, 1975
- Musikalische Hermeneutik, musikalische Semiotik. In: Beiträge zur musikalischen Hermeneutik. hrsg. v. Carl Dahlhaus, Regensburg 1975
- La musica come „simbolo“ e „immagine“ della realtà sociale. In: La sociologia della musica. hrsg. v. Antonio Serravezza, Torino 1980
- Ein Plädoyer für Broučeks Freispruch. In: Leoš Janáček – Konzeption und Rezeption seines musikdramatischen Schaffens. hrsg. v. Walter Bernhart, Salzburg 1997
- Requiem. In: Messe und Motette. hrsg. v. Laurenz Lütteken, Kassel 2002

### Rockmusik und Jazz
- Rockmusik und Subkultur; Rockmusik und Bildungsmusik; Ästhetische und nichtästhetische Wertungskriterien der Rockmusik. In: Rockmusik. Aspekte zur Geschichte, Ästhetik, Produktion. Hrsg. von Wolfgang Sandner. Mainz 1977.
- Sachlexikon Rockmusik. Instrumente, Stile, Techniken, Industrie und Geschichte. Rowohlt, Reinbek bei Hamburg 1978. – Überarbeitete und erweiterte Neuausgabe 1980. – Überarbeitete und erweiterte Neuausgabe von Bernward Halbscheffel 1992.
- Einführung in die Rockmusik. Entwürfe und Unterlagen für Studium und Unterricht. Wilhelmshaven 1979, 2. Auflage 1981.
- als Hrsg.: Rock in den 70ern. Jazzrock, Hardrock, Folkrock und New Wave. Rowohlt, Reinbek bei Hamburg 1980, ISBN 978-3-499-17385-1.
- Rockmusik. Ein Handbuch zum kritischen Verständnis. Mit einem Beitrag von Carl-Ludwig Reichert. Rowohlt, Reinbek bei Hamburg 1982.
- Exotik im musikalischen Underground. In: Europäische Musik zwischen Nationalismus und Exotik. Basler Beiträge zur Musikgeschichte. 4, 1984.